# Elena da Feltre
Elena da Feltre è un'opera di Saverio Mercadante su libretto di Salvatore Cammarano. Fu rappresentata per la prima volta al Teatro San Carlo di Napoli il 1º gennaio 1839 in occasione del Carnevale.
Gli interpreti della prima rappresentazione furono:
| Personaggio | Interprete                 |
| ----------- | -------------------------- |
| Boemondo    | Anafesto Rossi             |
| Imberga     | Emilia Gandaglia           |
| Sigifredo   | Pietro Gianni              |
| Elena       | Giuseppina Ronzi de Begnis |
| Guido       | Paul Barroilhet            |
| Ubaldo      | Adolphe Nourrit            |
| Gualtiero   | Michele Benedetti          |

Primo violino e direttore d'orchestra era Nicola Festa. La scenografia era di Angelo Belloni, Nicola Pellandi e Raffaele Mattioli
La prima non ebbe successo, ma l'opera fu ripresa al Teatro alla Scala di Milano nel 1843 con venti recite.

## La "rivoluzione" di Mercadante
Durante la composizione di Elena da Feltre nel 1838, Mercadante scrisse a Francesco Florimo, spiegando le sue idee su come l'opera avrebbe dovuto essere strutturata, seguendo la "rivoluzione" iniziata con l'opera precedente, Il giuramento: cabalette bandite, niente crescendo, linee vocali semplificate, poche ripetizioni, più originalità nelle cadenze, mantenendo l'attenzione al dramma, con orchestrazione ricca, ma non in modo da sommergere le voci, non assoli lunghi nei pezzi d'assieme.
Elena sembra coincidere con i nuovi concetti: un maggiore coinvolgimento dell'orchestra; meno "fuochi d'artificio" vocali, una linea vocale più semplice ma armonie più avventurose e più dramma rispetto al Giuramento.
"Mercadante si è voluto liberare da qualsiasi formula sviluppata da compositori precedenti, in particolare da quelle di Rossini... All'eroe romantico è assegnata una voce da basso-baritono, e la parte del cattivo è stata affidata al celebre tenore francese Nourrit. La storia è tragica e violenta, pieno di intrighi romantici e passioni contorte. La parte di Elena è uno degli eccezionali ruoli di soprano di Mercadante. La sua romanza di apertura è uno dei migliori brani dell'opera, anche se in seguito lo ha sostituito con una cavatina altrettanto brillante. Il finale per il terzo atto è un altro numero estremamente forte. L'ensemble abilmente confezionato riflette la tensione drammatica degli avvenimenti, mentre l'intreccio giunge alla sua tragica conclusione".
Un commento critico del XX secolo alle opere di Mercadante recitò:
Un lavoro di audacia armonica, orchestrato finemente e con originalità, che rende improvvisamente conto dei confronti spesso citati tra Mercadante e Verdi. Ha la coerenza globale che si cerca e si trova nel Verdi del medio e tardo periodo - una sorprendente anticipazione, poiché Elena da Feltre risale al 1838, l'anno prima della prima opera di Verdi.

## Storia delle esecuzioni
Anche se non ebbe successo nella première di Napoli, l'opera conseguì un notevole successo nel resto d'Italia e d'Europa, dove fu eseguita in molti luoghi tra il 1839 e il 1860, con una ventina di spettacoli alla Scala nella stagione autunnale del 1843. L'opera fu eseguita al Covent Garden di Londra nel gennaio 1842 e a Dublino a luglio dello stesso anno.
Ma, come la maggior parte delle opere di Mercadante, Elena da Feltre era scomparsa dal repertorio del tardo XIX secolo. Le sue opere cominciarono a rivedere la luce del giorno solo alla metà del 1900, e il rilancio di Elena non ha avuto luogo fino alla rappresentazione dell'ottobre 1997 al Wexford Festival in Irlanda.
Nel 1999, con quasi lo stesso cast apparso a Wexford (con Monica Colonna nel ruolo del titolo), l'opera fu presentata al Teatro Rossini di Lugo, in Italia, nell'ambito del Lugo Opera Festival.

## Trama
L'azione si svolge nel 1250, durante le lotte tra Guelfi e Ghibellini.
Luogo: Feltre, Italia settentrionale, una città guelfa occupata dai ghibellini sotto Ezzelino III da Romano.

### Atto I
Scena 1: Casa di Ubaldo
I cortigiani di Ubaldo non riescono a capire perché egli sia così malinconico. Partono quando entra il suo amico Guido. Guido chiede a Ubaldo di aiutarlo: Boemondo (luogotenente di Ezzelino) vorrebbe che egli sposasse sua figlia Imberga, ma il cuore di Guido appartiene ad un'altra. Ubaldo sottolinea che, se Guido sfida Boemondo, le sue possibilità di recuperare la posizione che una volta avevano i suoi antenati sarà annientate. Guido, tuttavia, è disposto a rinunciare a tutto per amore. Egli rivela che la sua amante è Elena, figlia del fuorilegge Sigifredo, e che ha intenzione di lasciare segretamente la città con lei. Ubaldo è sconvolto, in quanto ora capisce perché Elena ha respinto la sua dichiarazione d'amore, ma nasconde la sua agitazione e si impegna ad aiutare Guido, nonostante la probabile ira di Ezzelino. Rimasto solo, Ubaldo dapprima pensa di tradire Guido parlandone a Ezzelino, ma poi decide di rapire Elena.
Scena 2: Palazzo di Sigifredo
Elena è felice di sapere che suo padre è fuggito nella vicina Belluno, ed eccitata alla prospettiva del matrimonio con Guido. Il suo servitore Gualtiero le dice che un pellegrino che si sta avvicinando al palazzo è suo padre sotto mentite spoglie. Sigifredo ed Elena si abbracciano, e lui le dice che Belluno è caduta sotto Ezzelino, ma che è sfuggito in modo da poter morire nella sua città natale. Egli si nasconde quando Ubaldo entra e dice a Elena che lui e i suoi uomini la porteranno via. Sigifredo si rivela per proteggere Elena, ma appaiono i seguaci di Ubaldo e conducono Sigifredo in prigione. Ubaldo li segue a malincuore, ed Elena, lasciata sola, cade svenuta.

### Atto II
Il municipio
Boemondo dice ad Ubaldo che Sigifredo è ora detenuto in una località segreta. Giunge Elena. Boesmondo dice che Ubaldo spiegherà quello che lei deve fare per salvare la vita di suo padre, e parte. Ubaldo informa Elena che, se vuole che Sigifredo non venga ucciso, Guido deve sposare Imberga, e lei, Elena, deve sposare Ubaldo stesso. Ubaldo dice che la ama, ma, quando lei lo respinge, lui le rivela che si sta costruendo un patibolo per l'esecuzione del padre e che Sigifredo morirà molto presto se lei non acconsente al matrimonio. Lei cede, e partono insieme.
Guido viene condotto sotto sorveglianza e lasciato solo. I suoi cattivi presagi vengono confermati quando Boemondo gli dice che Elena lo ha tradito, e che ciò sarà confermato in breve tempo. Guido è sconvolto e desidera la morte.
Giungono i seguaci di Boemondo, per festeggiare la caduta di Belluno in mano a Ezzelino. Boemondo annuncia che mostrerà pietà per la figlia del suo nemico Sigifredo se lei nominerà qualcuno come suo protettore. Guido e Ubaldo attendono con trepidazione la sua decisione. Provocata da Boemondo, ella pronuncia con riluttanza il nome di Ubaldo. L'atto si conclude con Guido che accusa Elena di tradimento e chiede a Imberga di sposarlo, Ubaldo che esprime il suo amore per Elena, Boemondo e Imberga pieni di soddisfazione, ed Elena che lamenta la propria sorte.

### Atto III
Scena 1: Palazzo di Sigifredo
Elena prega la sua defunta madre che le consenta di morire. Guido la affronta, ma non è ancora del tutto convinto che lei abbia agito spontaneamente. Elena sta per spiegare tutto, quando la campana per l'esecuzione di Sigifredo suona, e lei torna a sostienere che ama Ubaldo. Furioso, Guido parte ed Elena prega ancora per la propria morte.
Scena 2: Casa di Ubaldo
Ubaldo è tornato a mani vuote dalla sua missione per liberare dal carcere Sigifredo. Egli è sconvolto dal fatto che Boemondo ha doppiamente ingannato Elena: l'esecuzione di Sigifredo era già avvenuta. Egli sa di avere perso Elena per sempre, e lui e i suoi seguaci giurano di abbandonare Boemondo e di ritornare dalla parte dei guelfi.
Scena 3: Palazzo di Sigifredo
Elena attende con Gualtiero l'arrivo di Ubaldo e Sigifredo, in ritardo. Manda Gualtiero per scoprire cosa è successo. Il corteo nuziale per Guido e Imberga può essere ascoltato dietro le quinte, ed Elena prega per la felicità di guido e per la propria morte. Giungono Ubaldo e i suoi uomini, mentre la musica fuori scena diventa più gioiosa, poi ritorna Gualtiero con la notizia della morte di Sigifredo. Elena ha la visione di Sigifredo che l'attende in cielo e muore. Ubaldo si lamenta della sua perdita, e il coro commenta che un angelo scomparso dal cielo vi è ritornato.

## Struttura musicale
- Sinfonia

### Atto I
- N. 1 - Coro d'introduzione e Duetto Ubaldo e Guido Ti scuoti, Ubaldo, e svelane - Deh qual maligno genio
- N. 2 - Cavatina Elena Voti che amor formò
- N. 3 - Finale I Un nume, un nume vindice (Sigfredo, Ubaldo, Elena, Coro, Gualtiero)

### Atto II
- N. 4 - Duetto Ubaldo ed Elena Il mio sangue i giorni miei
- N. 5 - Aria Guido Entro il mio sangue immergere (Guido, Boemondo)
- N. 6 - Finale II Già Belluno al vento spiega - Parlami al core, voce paterna (Coro, Boemondo, Imberga, Guido, Elena, Ubaldo)

### Atto III
- N. 7 - Duetto Guido ed Elena Se più non m'ami
- N. 8 - Aria Ubaldo Al chiaror di lugubri tenebre (Ubaldo, Coro)
- N. 9 - Coro e Aria Finale Elena O tu che in modi innumeri - Per quest'orrendo strazio - No, non è spento il padre (Coro, Elena, Ubaldo, Gualtiero)

## Discografia
| Anno  | Cast (Elena, Imberga, Ubaldo, Boemondo)                     | Direttore, Orchestra e Coro | Etichetta                             |
| ----- | ----------------------------------------------------------- | --- | ------------------------------------- |
| 1970? | Orianna Santunione, Licia Falcone, Angelo Mori, Vito Tatone | Armando Gatto, Orchestra Scarlatti di Napoli e Coro della RAI di Napoli                                                             | Audio CD: Voce Cat: 121               |
| 1997  | Monica Colonna, Elena Rossi, Cesare Catani, Luigi Petroni   | Maurizio Benini, National Symphony Orchestra of Ireland and Wexford Festival Opera Chorus (registrato al Wexford Festival, ottobre) | Audio CD: Marco Polo Cat: 8.225064-65 |